# Colias interior
Colias interior är en fjärilsart som beskrevs av Samuel Hubbard Scudder 1862. Colias interior ingår i släktet Colias och familjen vitfjärilar. Inga underarter finns listade i Catalogue of Life.

## Bildgalleri

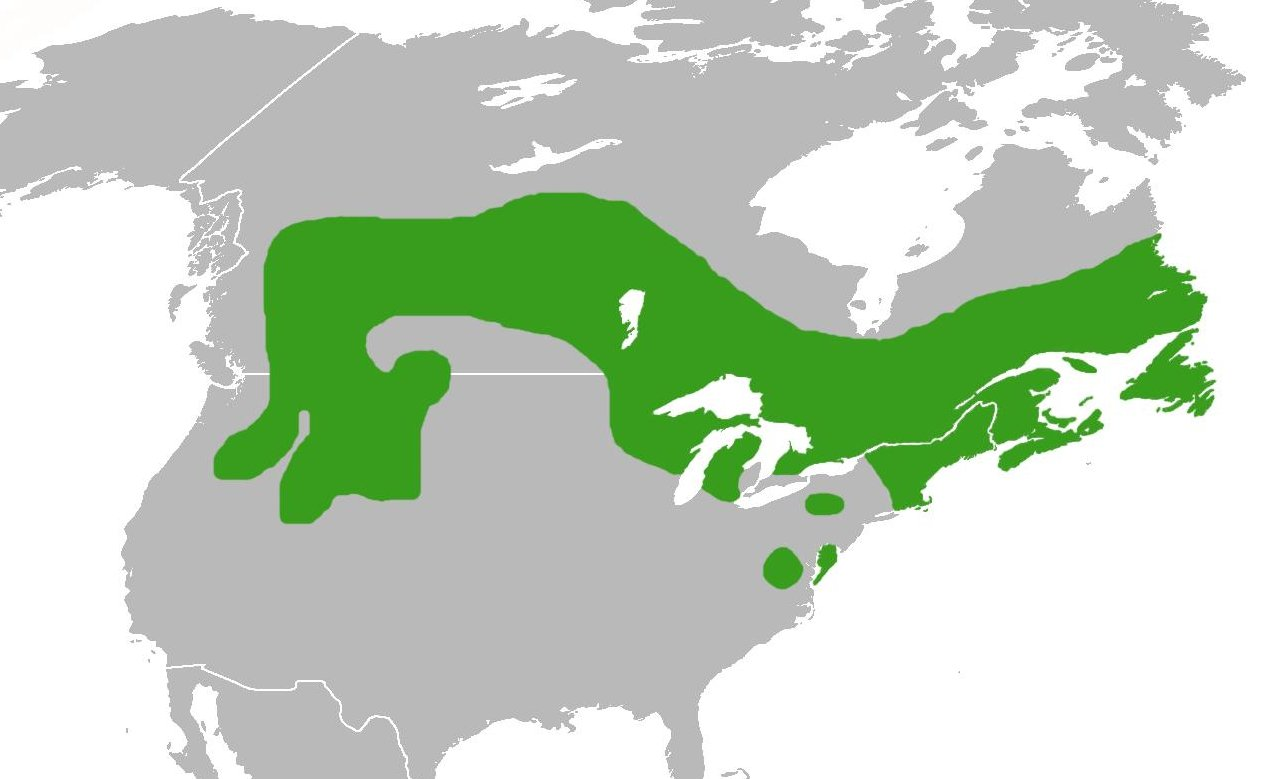
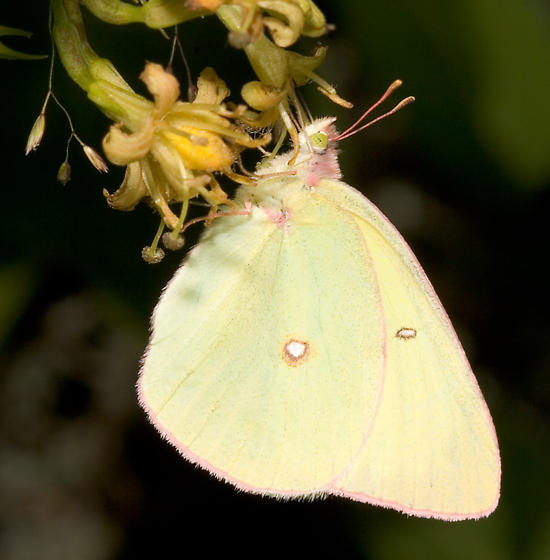
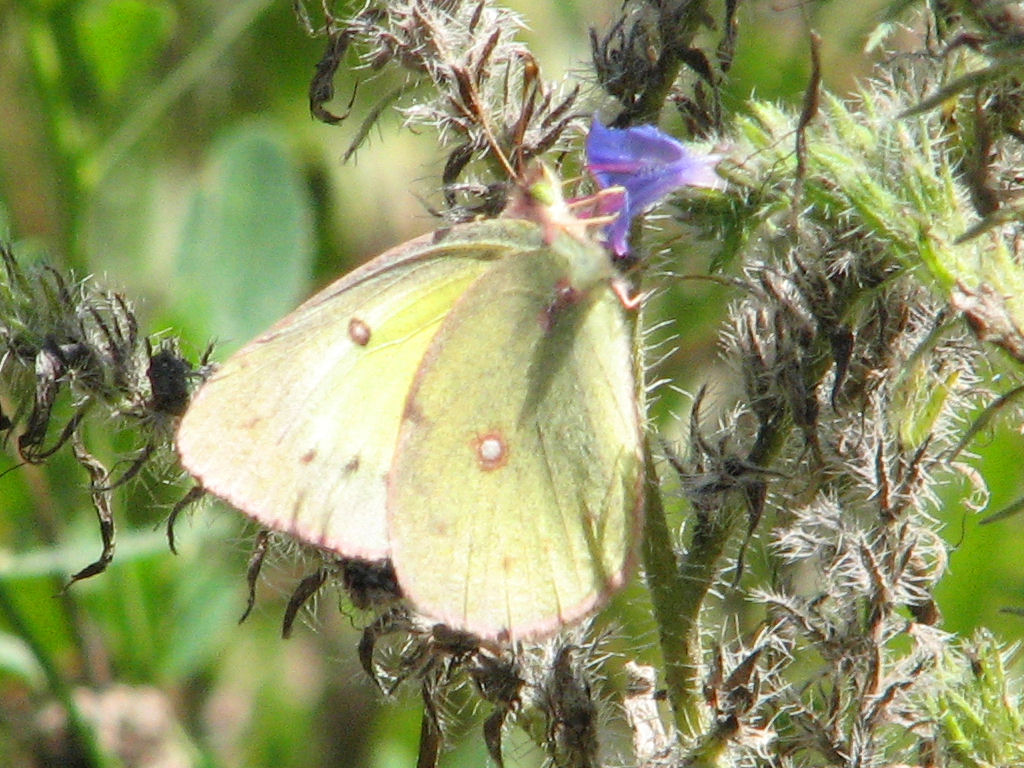